# Everyday (Logic e Marshmello)
Everyday è un singolo del rapper statunitense Logic e del produttore discografico statunitense Marshmello, pubblicato il 2 marzo 2018.

## Tracce
1. Everyday – 3:24